# 恋する寄生虫

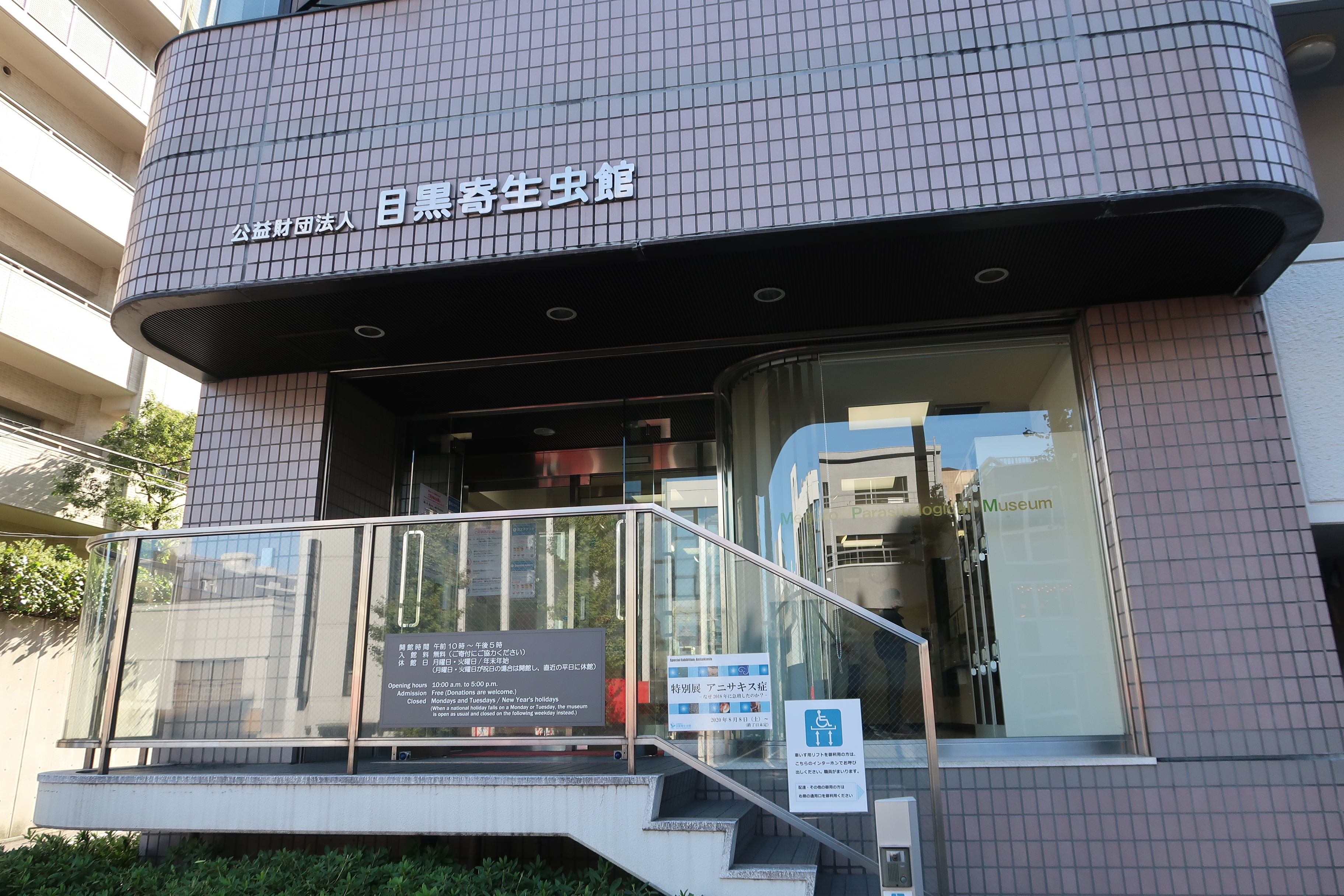
賢吾とひじりが二人で訪れた目黒寄生虫館

『恋する寄生虫』（こいするきせいちゅう）は、三秋縋の長編小説。2016年9月24日にメディアワークス文庫から刊行された。極度の潔癖症に悩まされ、人間関係を築けずに孤独に過ごす青年と、視線恐怖症で不登校の女子高生の、寄生虫によってもたらされた恋愛模様を描く。
2021年11月12日に映画版が公開された。

## 登場人物
高坂賢吾（こうさか けんご）
潔癖症に苦しむ孤独な青年。27歳。
大学卒業後、地方の小さなシステム開発会社に就職したが、自己都合で退職。その後職場を転々としており、現在は失業中。
佐薙ひじり（さなぎ ひじり）
女子高生。視線恐怖症で不登校になっている。17歳。
髪はプラチナブロンドのショートカット。賢吾と初対面の時は喫煙しており、最も苦手とするタイプだと賢吾に感じさせた。
和泉（いずみ）
正体不明。賢吾がコンピュータウィルスを作成したことを何故か知っている。
そして、告発されたくなければ、ある子供の面倒を見てもらうと言ってくる。子供の名前は佐薙ひじりだった。
甘露寺豊（かんろじ ゆたか）
大学病院の医師。研究のため自ら新種の寄生虫に感染する。
和泉加奈（いずみ かな）
和泉の娘。強迫性障害で通院していた。主治医である甘露寺と心中してしまう。
桜井優美香（さくらい ゆみか）
加奈の親友。臨床心理士を目指している。賢吾のよく行くコンビニでアルバイトをしている。
瓜実（うりざね）
ひじりの祖父。医師。診療所を経営している。
長谷川祐二（はせがわ ゆうじ）
新種の寄生虫の感染が疑われていた。
聡子の夫。甘露寺が治療を開始しようとすると聡子と共に来院しなくなり、自ら命を絶ってしまう。
長谷川聡子（はせがわ さとこ）
甘露寺が主治医。祐二と共に自ら命を絶ってしまう。

## 書誌情報
- 『恋する寄生虫』（2016年9月24日、メディアワークス文庫、ISBN 978-4-04-892411-5）

## コミカライズ
ホタテユウキによるコミカライズが『月刊少年エース』にて2018年9月号から2020年2月号まで連載。
三秋縋（原作）・ホタテユウキ（漫画）『恋する寄生虫』KADOKAWA〈角川コミックス・エース〉、全3巻
- 2018年11月26日発売[5][6]、ISBN 978-4-04-107728-3
- 2019年7月26日発売[7]、ISBN 978-4-04-108232-4
- 2020年1月24日発売[8]、ISBN 978-4-04-108852-4

## オーディオブック
audibleで2019年9月11日よりオーディオブックが配信されている。ナレーターは白川周作。

## 映画
2021年11月12日に公開された。監督は柿本ケンサク、主演は林遣都と小松菜奈。
キャッチコピーは「その虫は「恋」に寄生する」。

### キャスト

#### 主要人物
高坂賢吾（こうさか けんご）
演 - 林遣都（幼少期：盛永晶月、中学生時代：吉田怜音 ）
極度の潔癖症で、人と関わることができずに生きてきた青年。
佐薙ひじり（さなぎ ひじり）
演 - 小松菜奈（幼少期1：沼田明莉（写真）、幼少期2：西村瑞季）
寄生虫が好きで、視線恐怖症に苦しむ不登校の高校生。
和泉（いずみ）
演 - 井浦新
高坂の前に突如現れ、佐薙と引き合わせる謎の男。
瓜実裕一（うりざね ゆういち）
演 - 石橋凌
佐薙の祖父。

#### 賢吾の関係者
中学の体育教師
演 - 青山隼
体育館での授業中に倒れた賢吾を助け起こそうとするが、嘔吐されてしまう。
元恋人
演 - 中上サツキ
賢吾のために料理を作るが、無理に食べたあげく嘔吐されてしまい、別れている。
会社の上司
演 - 竹森千人
寄生虫の治療後に就職したシステム開発の会社の上司。
職場での賢吾の大活躍を超即戦力だと嬉しそうに言う。
会社の同僚
演 - 徳留歌織
入社後一週間で卓越した能力を発揮した賢吾を褒めちぎる。

#### その他
カフェの店員
演 - 安倍萌生
リハビリのため来店した賢吾とひじりに接客する。
ハンバーガーショップの店員
演 - マリアユリコ
リハビリを兼ねて食事に来た賢吾とひじりに接客する。
ひじりが遊園地（ファンタジーランド東京）のペアチケットを当てる。
イベントの司会者
演 - 嶋村友美
クリスマスのカウントダウンイベントの司会をする。
賢吾がウイルスの起動を待っていたが、結局起動はしなかった。

### スタッフ
- 原案：三秋縋『恋する寄生虫』（メディアワークス文庫 / KADOKAWA刊）
- 監督：柿本ケンサク
- 脚本：山室有紀子
- 主題歌：Awich「Parasite in Love」（ユニバーサル ミュージック）[18]
- 音楽：クリスチャン・フェネス、石若駿、MIRRROR、Akeboshi、白戸秀明、Meirin (ZOMBIE-CHANG)、角銅真実、Cony Plankton、Black Boboi、Julia Shortreed、東京塩麹、sarah hemi、Miyu Hosoi
- 撮影：Kateb Habib
- 照明：森寺テツ
- 美術：延賀亮
- 録音：日下部雅也、田村智昭
- スタイリスト：伊賀大介
- 編集：本田吉孝
- VFX / コンポジット：辻高廣
- VFXスーパーバイザー：山内太
- 助監督：八神隆司
- 制作担当：土田守洋
- 特殊メイク：下畑和秀
- スタントコーディネーター：辻井啓伺（補佐：高槻祐士）
- ハッキング・PC監修：サイバーディフェンス研究所
- スタジオ： 東映東京撮影所
- プロダクション統括：関根真吾
- プロデューサー：岩上貴則、橋口一成、東島真一郎
- 製作：堀内大示、木村省悟、佐々木武彦、五十嵐淳之、鈴木貴幸
- 企画：椿宜和
- 配給： KADOKAWA
- 制作プロダクション：松竹撮影所
- 製作：「恋する寄生虫」製作委員会（KADOKAWA、FIVESTAR interactive、VAP、CONNECTION、シネマサンシャイン、ムービーウォーカー、Filmarks）

### 主なロケ地
- 都立水元公園（東京都葛飾区)[19][17]。賢吾が和泉によりひじりに引き合わされる公園などとして撮影された。
- としまえん（東京都練馬区) [20][17]。賢吾とひじりがデートをする「ファンタジーランド東京」として撮影された。2020年8月31日に閉園している。
- 国立科学博物館（東京都台東区)[17]。賢吾とひじりが訪れ、フタゴムシなどの展示物を見る。原作では二人で訪れたのは目黒寄生虫館となっている。
- 四尾連湖（山梨県西八代郡市川三郷町)[21][17]。ひじりが母の死んだ場所として賢吾を案内し、ひじりが湖に入り賢吾が追いかけるシーンが撮影された。
- 「杉野学生会館 北桜」（東京都品川区)[22][17]。賢吾と和泉が廊下を歩くシーンが撮影された。
- ヴィーナスフォート（東京都江東区）[17]。クリスマスのカウントダウンイベントが行われた場所などとして撮影された。2022年3月27日に閉館予定。